# Sissybar

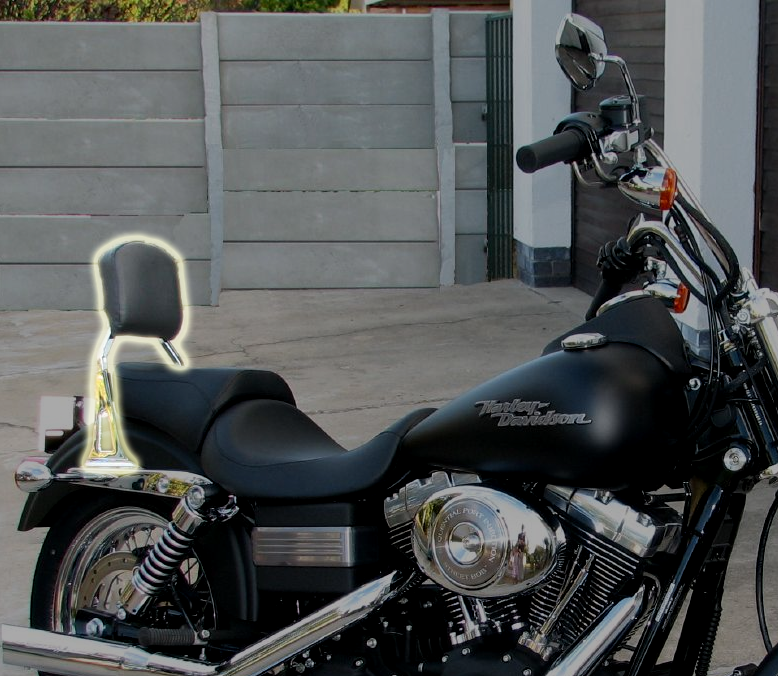
Sissybar (hervorgehoben) an einer Harley-Davidson Dyna

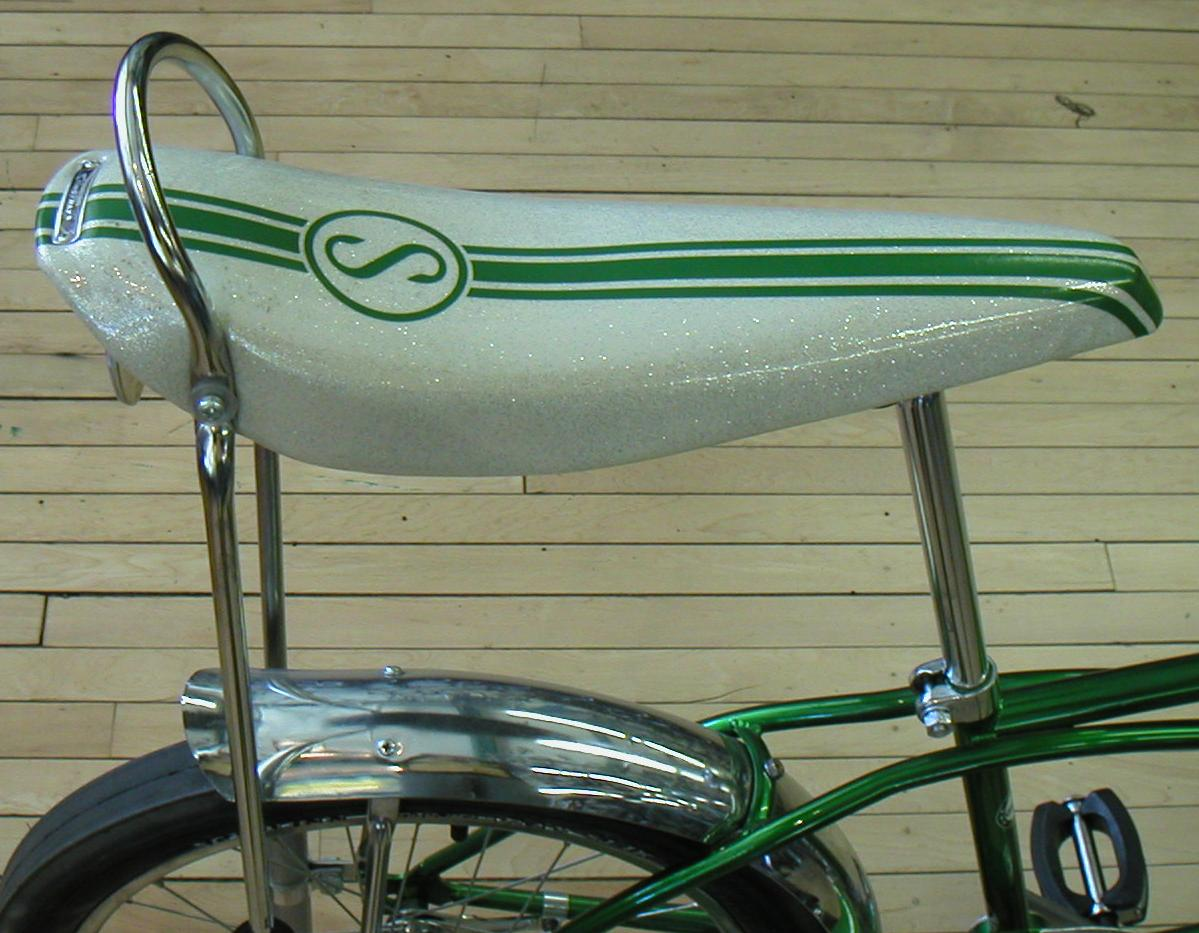
Sissybar an einem Schwinn Sting-Ray Fahrrad

Die Sissybar bezeichnet im Motorradfahrerjargon die (gepolsterte) Rückenlehne des Soziussitzes eines Motorrades, die sich mitunter bei Choppern und Cruisern findet. Wörtlich übersetzt heißt Sissybar „Weichling-“ oder „Memmenstange“.
Die Sissybar bietet zum einen dem Mitfahrer komfortablen Halt und dient zum anderen als Dekoration des Motorrads. In den Augen vieler Motorradfahrer steht sie gleichsam als Synonym für unnötiges Beiwerk oder Chromballast. Seit den 1980er Jahren ist sie zunehmend aus der Mode gekommen.